# Durbin
Durbin és una població dels Estats Units a l'estat de Virgínia de l'Oest. Segons el cens del 2000 tenia 262 habitants.

## Demografia
Segons el cens del 2000, Durbin tenia 262 habitants, 117 habitatges, i 71 famílies. La densitat de població era de 171,5 habitants per km².
Dels 117 habitatges en un 27,4% hi vivien nens de menys de 18 anys, en un 48,7% hi vivien parelles casades, en un 6,8% dones solteres, i en un 38,5% no eren unitats familiars. En el 32,5% dels habitatges hi vivien persones soles el 17,9% de les quals corresponia a persones de 65 anys o més que vivien soles. El nombre mitjà de persones vivint en cada habitatge era de 2,24 i el nombre mitjà de persones que vivien en cada família era de 2,83.
Per edats la població es repartia de la següent manera: un 22,5% tenia menys de 18 anys, un 7,6% entre 18 i 24, un 25,6% entre 25 i 44, un 25,2% de 45 a 60 i un 19,1% 65 anys o més.
L'edat mediana era de 39 anys. Per cada 100 dones de 18 o més anys hi havia 95,2 homes.
La renda mediana per habitatge era de 23.462 $ i la renda mediana per família de 25.909 $. Els homes tenien una renda mediana de 21.250 $ mentre que les dones 14.773 $. La renda per capita de la població era de 10.937 $. Entorn del 19,4% de les famílies i el 22,5% de la població estaven per davall del llindar de pobresa.

## Poblacions més properes
El següent diagrama mostra les poblacions més properes.